# Beires
Beires er en by og kommune i det sydøstlige Spanien i provinsen Almería. Den har et indbyggertal på 148 (2024) indbyggere.